# Spaßpartei
Als eine Spaßpartei werden umgangssprachlich politische Parteien oder Wählergruppen bezeichnet, bei denen programmatische Inhalte weniger wichtig sind als der Unterhaltungswert ihrer Aktionen.

## Beispiele
Schon 1904 gründete Jaroslav Hašek in Prag die Partei für gemäßigten Fortschritt in den Schranken der Gesetze. Sie beteiligte sich 1911 an den Wahlen für den österreichischen Reichsrat. Als Kandidat im Wahlbezirk Königliche Weinberge propagierte Hašek sein Programm als Parodie auf den Wahlkampf der anderen Parteien. Von den insgesamt 3000 im Wahlbezirk abgegebenen Stimmen erhielt die Partei 38, nach einer anderen Veröffentlichung nur 16 Stimmen.
Die Radikale Mitte war ein eingetragener „Verein wider den tierischen Ernst“, der 1950 von Werner Finck zusammen mit Thaddäus Troll in West-Berlin gegründet wurde. Die Bewegung erregte auch in Westdeutschland großes Aufsehen. Heinz Greul schätzte die „Parodie-Partei“ ein als den „pädagogischen Versuch, Humor – als Diskussions- und Toleranzbereitschaft – im politischen Leben“ im Deutschland der Adenauer-Zeit zu etablieren. Die Radikale Mitte trat nicht zu Wahlen an.
Die Parti Rhinocéros (frz. für Rhinozerospartei) war von 1963 bis 1993 eine eingetragene politische Partei in Kanada. Zu den Wahlen stellte sie Forderungen und Wahlversprechen zur Unterhaltung der Öffentlichkeit auf. Sie gewann zwar kein einziges Mandat, hatte aber 1988 allein in Kanada etwa 33.000 Mitglieder und außerdem Unterstützer in den USA, Belgien, Frankreich und den Niederlanden. Nach eigenen Angaben unterhielt sie ein formales Bündnis mit der britischen Official Monster Raving Loony Party (deutsch etwa Offizielle Partei der rasenden verrückten Monster).
Die Official Monster Raving Loony Party nimmt seit ihrer Gründung 1983 durch Screaming Lord Sutch an den Unterhauswahlen teil. Wahrscheinlich wurde ihre Gründung von einem Monty-Python-Sketch inspiriert, in dem die Silly Party und die Sensible Party gegeneinander antraten. Basierend auf diesen Sketch war schon 1981 das spätere Parteimitglied Tarquin Fin-tim-lin-bin-whin-bim-lim-bus-stop-F’tang-F’tang-Olé-Biscuitbarrel bei der Nachwahl 1981 im Wahlkreis Crosby in der englischen Grafschaft Merseyside angetreten.
Offizieller Vorsitzender der schwedischen Ezenhemmer Plastpåsar och Barnuppfostringsredskapspartiet (deutsch: Ezenhemmer Plastiktüten- und Kindererziehungswerkzeugpartei), war die Katze Mickelin, oft als KM abgekürzt. Die Programmatik der Partei ergab sich aus KMs Goda Bok (KMs Gutes Buch), einem 99 Kapitel umfassenden Buch, das nur Fragmente des ursprünglichen heiligen Buchs KMs Goda Bok enthält. Die Partei trat 1988 erstmals zur Reichstagswahl an und erreichte „eine Handvoll Stimmen“. 1991 steigerte sich auf 49 Stimmen, 1994 erreichte sie mit 102 Stimmen ihr bestes Ergebnis. Im September 1994 hatte die Partei nach eigenen Angaben 72 Mitglieder.
Die polnische Partei Polska Partia Przyjaciół Piwa (PPPP, deutsch: Polnische Partei der Bier-Freunde) wurde 1990 durch Janusz Rewiński gegründet. Bei den Parlamentswahlen 1991 erhielt sie 3,27 % der Stimmen und war mit 16 Sitzen im Sejm vertreten. Nach dem Rückgang ihres Stimmenanteils auf 0,1 % bei den Wahlen 1993 stellte sie ihre politische Tätigkeit ein. 1997 wurde sie nicht mehr zu den Wahlen registriert.
Im Jahr 2002 trat die Spaßpartei für Deutschland zu den Landtagswahlen in Sachsen-Anhalt und Mecklenburg-Vorpommern an und erreichte jeweils 0,7 % der Stimmen. 
Die niederländische Wahlliste Partij van de Toekomst (deutsch: Partei der Zukunft) trat bei den Parlamentswahlen 2003 an. Sie verwendete die von Eric Hoogerheide entwickelte Fernsehfigur Johan Vlemmix als „Spitzenkandidat“.
Auf den Färöer-Inseln gründete Johan Dalsgaard die Partei Hin Stuttligi Flokkurin (deutsch etwa Die andere kurzweilige Partei). Zu den Løgtingwahlen 2004 trat er mit dem Wahlversprechen „Ich werde nichts tun“ an. Mit 747 Stimmen erreichte er zwar 2,4 % Stimmanteil, aber kein Mandat.
Die erfolgreichste Spaßpartei war die 2009 von Jón Gnarr gegründete isländische Besti flokkurinn (Beste Partei). 2010 wurde sie bei den Wahlen zum Stadtparlament Reykjavíks stärkste Partei mit 35 Prozent der Stimmen und sechs der 15 Sitze. Gnarr wurde Bürgermeister von Reykjavík. Durch die Übernahme des Amts wurde die Partei seriöser und regierte mit einem Mitte-Links-Kurs. Aus der Besten Partei heraus gründete sich die Björt framtíð (Strahlende Zukunft), die zur isländischen Parlamentswahl 2013 antrat. Die Beste Partei selbst wurde nach Ende der Amtszeit Gnarrs 2014 aufgelöst.
In einigen Ländern gibt es Bierparteien, die in der Regel auch reine Spaßparteien sind.

## Verwendung in Deutschland
Um in Deutschland an einer Wahl teilnehmen zu können, muss eine politische Partei Satzung und Programm beim Bundeswahlleiter einreichen und vom Bundeswahlausschuss anerkannt werden. Zusätzlich benötigt sie zu jeder Wahl eine bestimmte Anzahl von Unterstützungsunterschriften, wenn sie nicht in einem Parlament vertreten ist. Die Union nicht genug überdachten Lächelns trotz innerer Genialität (UngüLtiG) wurde 1986 vom Bundeswahlausschuss nicht als Partei zugelassen, da sie „keine Gewähr für die Ernsthaftigkeit ihrer Zielsetzung“ biete und „weder über Einnahmen noch über Mitgliedsbeiträge“ verfüge. Außerdem vermutete der Bundeswahlleiter, die Statuten der Partei würden „eine Parteisatzung ins Lächerliche“ ziehen.
Zur Bundestagswahl 2002 startete die FDP nach ihrem Parteitag 2001 eine Imagekampagne, um „Fun und Event als zentrale Elemente der Spaßpartei“ zu betonen. Allerdings verfehlte sie mit dieser „Klamauk-Kampagne“ das im Projekt 18 selbstgesteckte Ziel von 18 % Stimmenanteil deutlich; sie erreichte 7,4 % der gültigen Zweitstimmen. Zum Wahlkampf 2005 präsentierte sich „die ehemalige Spaßpartei … (wieder) betont ernsthaft und staatstragend“.
Die 2002 gegründete Spaßpartei für Deutschland nahm im selben Jahr an den Landtagswahlen in Sachsen-Anhalt und Mecklenburg-Vorpommern teil. Während des Wahlkampfs forderte sie beispielsweise „Energy-Drinks für’s Arbeitsamt“ und die Angleichung der Gehälter in Westdeutschland an die in Ostdeutschland. Bei den Landtagswahlen in Mecklenburg-Vorpommern 2002 bekam sie 0,7 Prozent der Stimmen. Seitdem nahm sie nicht mehr an Wahlen teil.
Die Kreuzberger Patriotische Demokraten/Realistisches Zentrum (KPD/RZ) wurde 1988 in Berlin (West) gegründet und nahm an den Wahlen zum Abgeordnetenhaus Berlin 1995 und 1999 teil. Die KPD/RZ unterstützt seit 2004 Die PARTEI.
Die Anarchistische Pogo-Partei Deutschlands (APPD) wurde zum ersten Mal 1981 in Hannover gegründet. An einer Bundestagswahl nahm sie erstmals 1998 teil. Bei den vorgezogenen Neuwahlen zum Deutschen Bundestag 2005 wurde die APPD trotz erheblicher Bedenken des Bundeswahlausschusses zugelassen. Der Wahlkampf wurde mit Slogans wie „Ultimative und totale Rückverdummung der Menschheit“, „Versaufen der staatlichen Wahlkampfkostenerstattung beim Knacken der 0,5 Prozent Hürde“ und „Balkanisierung – Rückverdummung – Nie wieder Arbeit“ geführt. Ein Wahlwerbespot konnte erst nach einer Entscheidung des OVGs Münster ausgestrahlt werden. Das Gericht beurteilte den Spot als „geschmacklos“, die Grenzen zur strafbaren Pornografie oder ähnlichem würden aber nicht überschritten. Gegen die Ausstrahlung protestierten u. a. der damalige Bundestagspräsident Wolfgang Thierse, Innenminister Otto Schily („Es ist ein Skandal, dass ein derartiger Beitrag gesendet und zur besten Sendezeit den Zuschauern zugemutet wird.“) und Wolfgang Bosbach („unerträglich, wenn ein solcher Müll im Zusammenhang mit der Wahl zwangsweise über deutsche Bildschirme flimmert“). Der Büroleiter des Bundeswahlleiters Heinz Christoph Herbertz sah in einer Stellungnahme keinen Anlass, die Zulassung zu verweigern, da das Parteiengesetz keine Spaßparteien verbietet. Die APPD behauptet von sich selbst keine Spaßpartei zu sein: Die APPD ist keine Spaßpartei! Die APPD hat Spaß eine Partei zu sein!.
In Berlin hat sich unter Karl Nagel die Pogo-Partei abgespalten. Mitglieder dieser Partei kandidierten 2005 auf einer gemeinsamen Liste mit der Partei Die PARTEI.
Spätestens seit 2006 sehen sich viele Kleinparteien mit dem Vorwurf konfrontiert, eine Spaßpartei zu sein. Sei es wegen der Eigenbezeichnung der Partei, oder weil eine politische Bedeutungslosigkeit dieser Parteien vermutet wird. So erklärte der Vorsitzende der damals neugegründeten Piratenpartei Deutschland: „Wir sind definitiv keine Spaßpartei – auch wenn der Name polarisiert.“